# Antonio Moro
Antonio Moro, conosciuto anche come Antoon, Antonis, Anthonis o Anthonius, Mor o Mor van Dashorst (Utrecht, 1520 – Anversa, tra il 1576 e il 1578), è stato un pittore e ritrattista olandese.

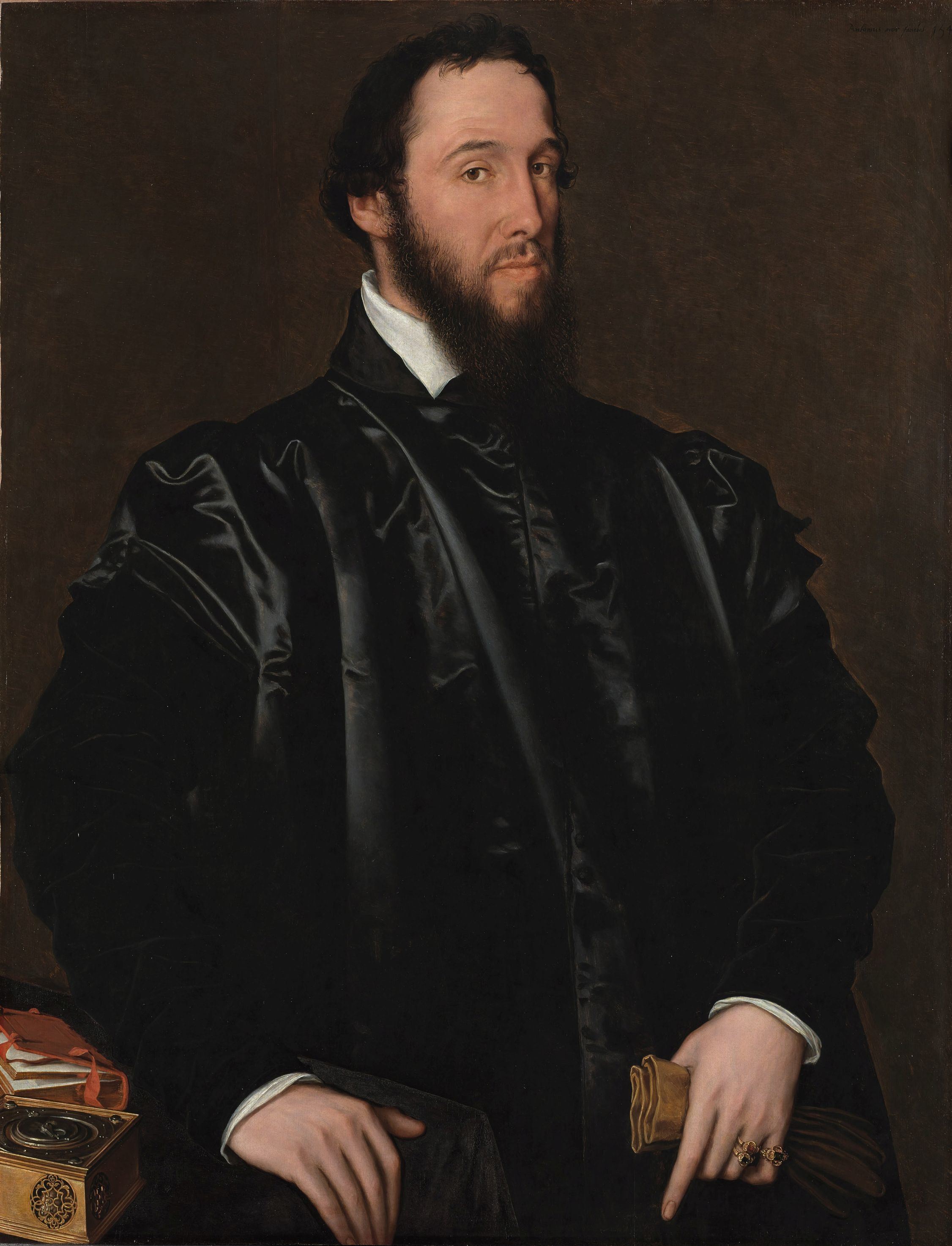
Ritratto di Granvelle di Antonio Moro

Nel 1552 dipinse l'Imperatore Carlo V d'Asburgo, mentre nel 1554 a Londra fece il ritratto della Regina Maria I d'Inghilterra.

## Biografia
Dei suoi primi anni di vita sappiamo che la sua educazione artistica iniziò sotto Jan van Scorel e la sua prima opera fu probabilmente il ritratto di Stoccolma, datato 1538. All'artista si attribuiscono il gruppo di cavalieri di San Giovanni a Utrecht dipinto approssimativamente nel 1541 e un ritratto di due pellegrini a Berlino datato 1544 insieme al ritratto di una donna sconosciuta nella galleria di Lilla. Questi dipinti furono probabilmente tra i suoi primi lavori, anche se la loro autenticità non è stata mai provata.
Nel 1547, divenne membro della Venerabile cooperativa di San Luca ad Anversa, e in poco tempo (circa nel 1548) attirò l'attenzione del cardinale Granvelle, vescovo di Arras, ingaggiandolo e presentandolo all'imperatore Carlo V. Durante questo periodo due ritratti, fatti da Moro, meritano di essere menzionati: il ritratto del Vescovo nella galleria imperiale a Vienna e quello del Duca di Alba, che ora appartiene alla Società Ispanica di New York. Probabilmente visitò l'Italia nel 1550 dove a Roma imitò alcuni lavori di Tiziano, come la "Danae". 

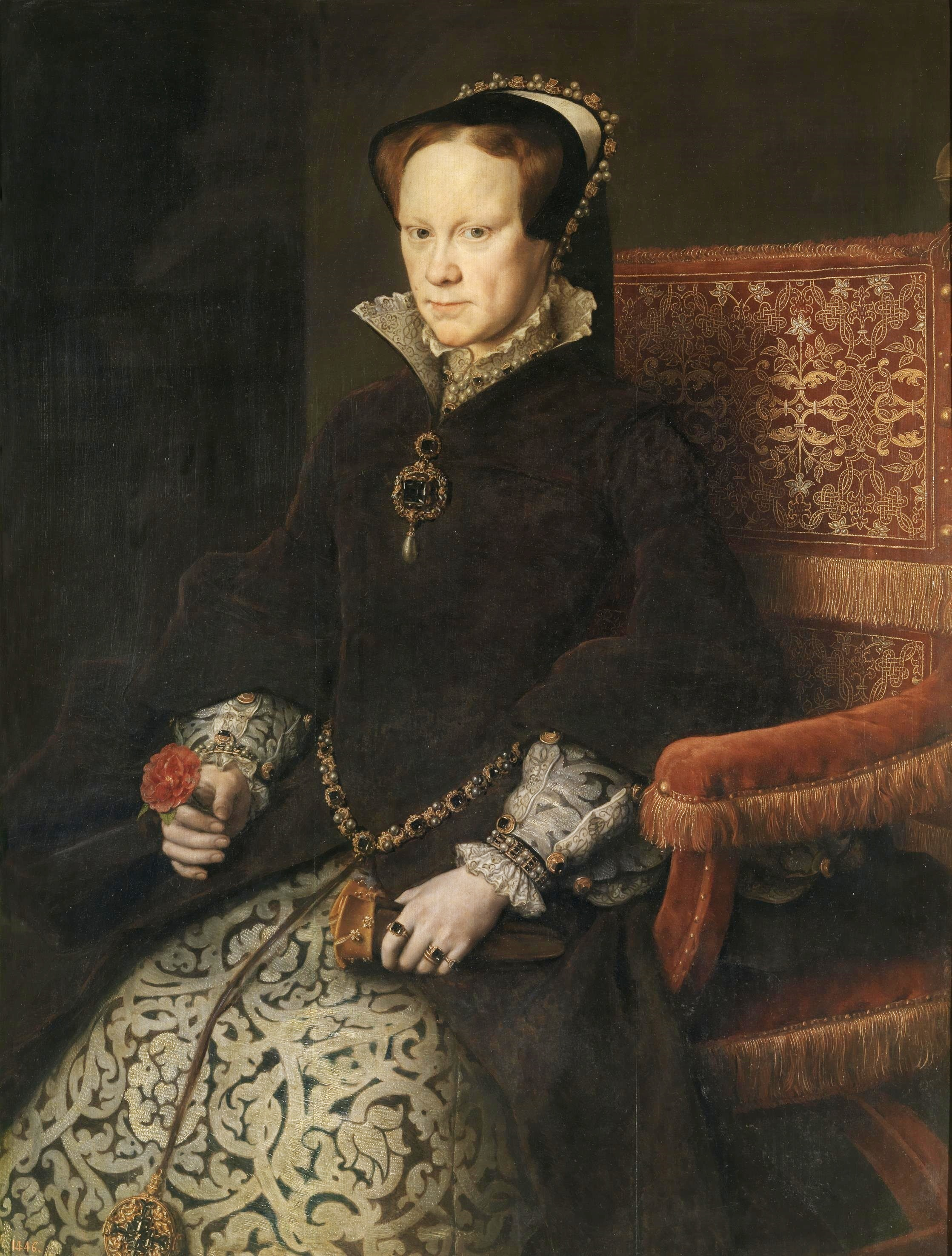
Ritratto della Regina Maria (1554)

Moro fu inviato dalla Regina Maria dall'Ungheria al Portogallo e tra i ritratti più importanti vi furono quello dell'Infanta Maria, uno della regina Caterina di Portogallo, entrambi conservati nel Museo del Prado, e quello di Re Giovanni III e sua moglie Caterina, conservato a Lisbona.
Dopo il suo ritorno a Madrid, dove dipinse il ritratto di Massimiliano di Boemia, fece di nuovo tappa a Roma nel 1552. Alcuni sostengono, ma con prove insufficienti, che uno dei capolavori del Museo del Prado, il ritratto di un ignoto giovane cardinale, da sempre attribuito a Raffaello, potrebbe essere stato dipinto da Moro.
Da Roma, si mosse a Genova e infine a Madrid. Nel 1553 fu inviato in Inghilterra, dove ritrasse Maria I di Inghilterra, forse la sua migliore opera, e con tutta probabilità i ritratti di Henry Sidney, e dell'ambasciatore Simon Renard. Di questo periodo gli vengono attribuiti la miniatura di Maria I della collezione privata del Duca di Buccleuch; due ritratti di Elisabetta I d'Inghilterra all'età di venti anni e uno di Roger Ascham, tutore di Elisabetta, conservato ora nella collezione privata di Pierpont Morgan. Quest'ultimo fu dapprima di proprietà del College di Ascham e poi del Marchese di Hastings.

## Ultimi anni

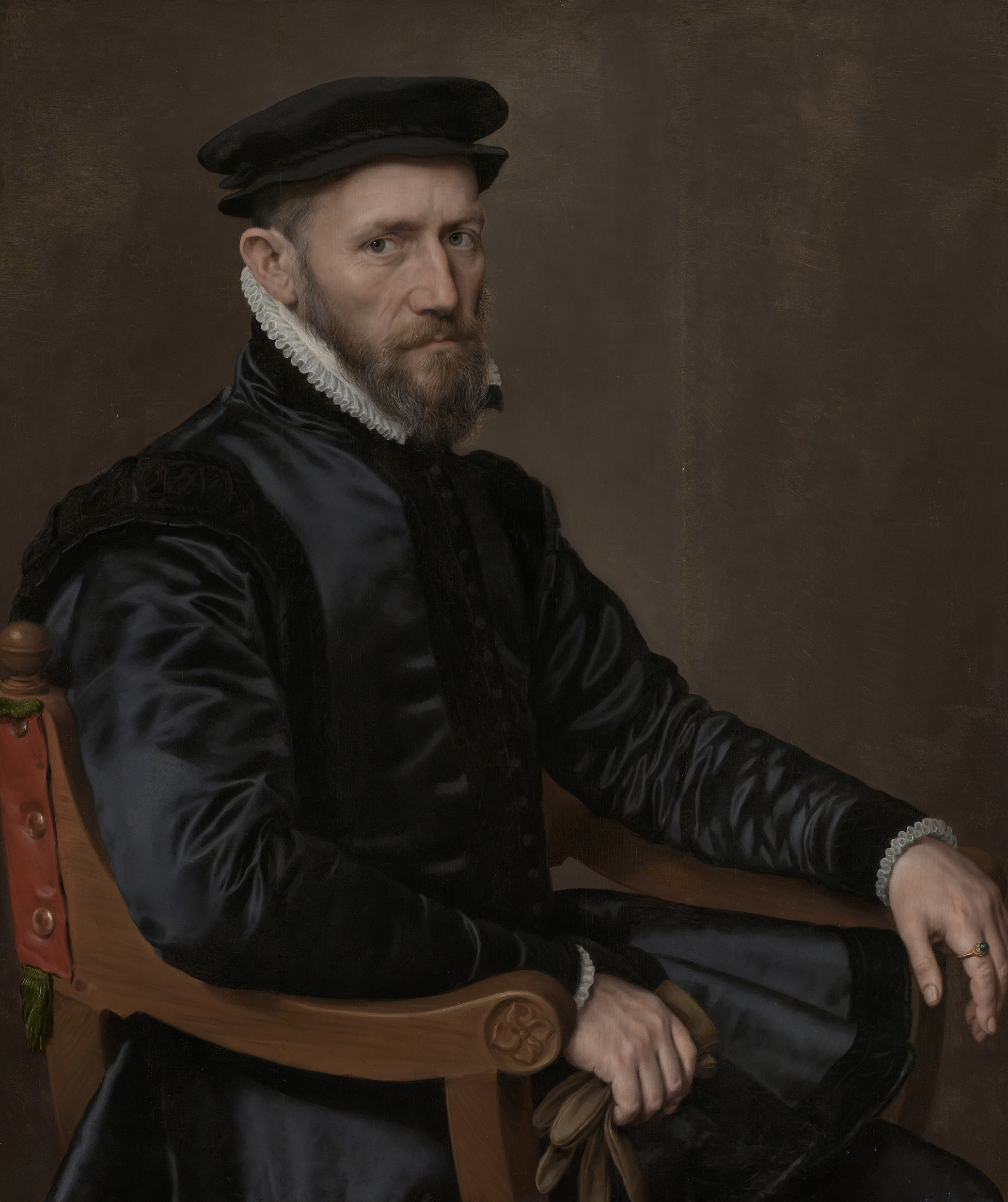
Thomas Gresham

Negli ultimi periodi della sua vita, More si sposò, ma si hanno poche notizie di sua moglie, tranne che il suo nome era Metgen e probabilmente era vedova. Divenne un uomo molto importante, conosciuto come Moro van Dashort acquistò una proprietà quando visse a Utrecht. Da sua moglie ebbe un solo figlio maschio, Philip e due figlie.
Alla fine del 1554, Moro tornò nei Paesi Bassi, dove dipinse il ritratto di Guglielmo I d'Orange (Guglielmo il taciturno) e altre opere non meno importanti. Poco dopo eseguì il proprio autoritratto, conservato ora nella Galleria degli Uffizi, quello di sua moglie, conservato al Museo del Prado, un ritratto di un cavaliere di San Giovanni a Budapest e il dipinto religioso, molto suggestivo, la Resurrezione, ora a Nimega, in una collezione privata. Nel 1557 l'artista dipinse un ritratto di Alessandro Farnese, Duca di Parma e Piacenza, conservato presso la Galleria nazionale di Parma.
Parecchie furono le opere create durante gli ultimi anni della sua vita, il Ritratto della regina Elisabetta di Spagna, ora nella collezione Bischoffs-heim, a Londra; Jacopo da Trezzo e altri tre dipinti di pregevole fattura, conservati nella galleria Stuers, a Parigi.
Altri importanti lavori furono: il Ritratto di un professore dell'Università di Oxford, conservato nella Galleria di Brunswick e il famosissimo ritratto di Thomas Gresham e di sua moglie, conservato al Museo dell'Ermitage di San Pietroburgo.
Dopo che il cardinale Granvelle cadde in disgrazia, Moro rimase in Spagna per un certo tempo e dipinse L'Orefice; Sir Hanry Lee, conservato nella collezione privata di Lord Dillon; Antonio del Riso, i suoi figli e sua moglie, ora al Louvre; il Duca di Alba, a Bruxelles; Ferdinando di Toledo, a Vienna; e molti altri ritratti di persone non meglio identificate. Il suo ultimo ritratto sembra essere quello di "Goltzius", nella galleria di Bruxelles.
L'ultimo documento che si riferisce a lui fu pubblicato ad Anversa nel 1573. Nel 1910 Henry Hymans, a Bruxelles, pubblicò un libro sulla vita di Moro.